# マーク・ウェルシュ
マーク・アンソニー・ウェルシュ3世（Mark Anthony Welsh III、1953年 - ）は、アメリカ合衆国の空軍軍人。2016年6月24日までの階級は空軍大将。
第34代在欧アメリカ空軍（USAFE）司令官（2010年12月13日 - 2012年7月31日）を経て、2012年8月10日付でノートン・シュワルツ大将の後任として第20代アメリカ空軍参謀総長（Chief of Staff of the United States Air Force、CSAF）を2016年6月24日まで務めた。

## 経歴
1953年、テキサス州サンアントニオで空軍軍人の父のもとに生まれる。父はノルマンディー上陸作戦にも参加し、のちに大佐まで昇った職業軍人であった。ミズーリ州レキシントンのウェントワース軍事大学付属高校を1972年に卒業後、コロラド州コロラドスプリングスの空軍士官学校に入学。学士号を得て1976年に卒業する。
士官学校卒業後は1976年6月2日付で空軍少尉として任官、まずはアリゾナ州メサのウィリアムズ空軍基地にて、操縦訓練生（Student, undergraduate pilot training）として約1年間にわたり空軍パイロットに必要な操縦訓練を受ける。翌1977年7月の訓練修了後は、引き続きウィリアムズ空軍基地にて初めての本格的な任務となるT-37練習機の飛行教官兼訓練生クラス司令官の任に就く。同職を1981年1月に異動するまでの約3年半務め、この間に中尉（1978年6月2日付）、大尉（1980年6月2日付）へと昇任している。
1981年1月には戦闘機パイロットの候補訓練生に選抜され、同月付でニューメキシコ州アラモゴード近郊のホロマン空軍基地へ異動、同年5月まで約4ヶ月間にわたり戦闘機操縦に必要な訓練を受ける。戦闘機操縦訓練を修了した後はさらにアリゾナ州ツーソン近郊のデビスモンサン空軍基地に異動し、同年8月にかけての約3ヶ月間、A-10攻撃機の操縦訓練を受ける。
A-10の操縦訓練を修了した後は、イギリス（イングランド）・ウッドブリッジ空軍基地に異動、初の海外勤務に就く。ウッドブリッジ基地では、同基地に駐留していた第81戦術戦闘航空団（81st Tactical Fighter Wing、当時）隷下の第78戦術戦闘飛行隊（78th Tactical Fighter Squadron、当時）でA-10の飛行教官兼飛行指揮官（Flight Commander）を1984年5月まで務めている。さらにこの間には、上級部隊である第81航空団の標準化・評価担当飛行検査官も兼務していた。また、このように現場任務をこなす一方で、1984年には中隊長士官学校（Squadron Officer School）で、1986年には空軍指揮幕僚大学で、いずれも海外勤務中のため通信教育課程を用いてではあるが、上級士官を目指すための教育を受けている。
3年近い英国勤務を終えた後は本国へ帰任、コロラドスプリングスの空軍士官学校に配属され、第5士官候補生隊（Cadet Squadron 5）の司令官となる。この時は1984年5月から1987年6月まで3年1ヶ月にわたって勤務しているが、この間少佐に昇任する（1985年5月1日付）とともに、士官候補生隊総司令官（Commandant of Cadets）付の副長（Exective Officer）に配置換えとなっている。その後一度現場任務を離れ、1988年6月までの1年間陸軍指揮幕僚大学で学んでいる。また、1987年にはウェブスター大学からコンピュータ資源管理（computer resource management）の分野に関する修士号を得ている。
陸軍指揮幕僚大学での課程を終えた後は、まず1988年10月までの4ヶ月間F-16戦闘機への機種転換訓練を受け、F-16のパイロットとして現場に復帰する。機種転換後初めての任務となったのは、ユタ州ヒル空軍基地に駐屯する第34戦術戦闘飛行隊（34th Tactical Fighter Squadron、当時）の作戦担当士官（Operations Officer）としての勤務であった。ヒル空軍基地には1992年7月まで4年近く勤務しているが、この間に中佐へ昇任する（1989年6月1日付）とともに、昇任後には第34飛行隊と同じくヒル空軍基地に駐屯する第4戦術戦闘飛行隊（4th Fighter Squadron、当時）の隊長（司令官）に就任、さらには湾岸戦争にも従軍するなど、多忙な現場任務を送る。その一方で、1990年には空軍戦争大学に進み、通信教育課程ではあるが教育プログラムを受講するなど、高級軍人に必要とされる高等教育も修めている。
1992年7月には再び現場任務を離れ、国防大学（NWC）で1年間にわたる教育を受けた後、翌1993年6月に初めての統合部門任務となる統合参謀本部第3部（作戦部）防衛・宇宙作戦課長に就任、1995年6月まで約2年間にわたり同職を務めた。また、この間1994年2月1日付で大佐への昇任を果たしている。統合参謀本部での勤務の後は再び空軍部内での勤務に戻り、1997年4月にかけてはジョージア州ムーディ空軍基地に本拠を置く第347作戦航空群（347th Operations Group）の司令官を、1998年6月にかけては2度目の海外赴任となる韓国・群山空軍基地に本拠を置く第8戦闘航空団の司令官を、1999年6月にかけてはアラスカ州マクスウェル空軍基地に置かれている空軍航空ドクトリン・研究・教育カレッジ（College of Aerospace Doctrine, Research and Education、略称:CADRE）のトップをそれぞれ務めた。
1999年6月にはCADREを離れ、コロラドスプリングスの空軍士官学校に異動となる。2度目の空軍士官学校勤務では、士官候補生たちのまとめ役であり、校長（Superintendents of the United States Air Force Academy）に次ぐナンバー2のポストである士官候補生隊総司令官（Commandant of Cadets）と、士官学校に併設されている第34訓練航空団の司令官を兼務、同職を2001年9月まで約2年3ヶ月にわたって務めた。また、同職在任中の2000年8月1日には准将に昇任、将官クラスへの昇任を果たしている。
2001年9月には在欧アメリカ空軍（USAFE）の計画・プログラム担当部長に補職され、ドイツ・ラムシュタイン空軍基地で3度目の海外勤務に就く。USAFE計画・プログラム担当部長を約1年半務めた後は、2003年4月にワシントンD.C.の空軍本省に異動となり、調達担当空軍次官補室で地球規模能力プログラム担当部長（Director of Global Power Programs）として予算畑での勤務を経験している。また、USAFE計画・プログラム担当部長在任中の2002年2月に少将への昇任指名を受け、2003年8月1日付で正式に昇任している。その後は2005年6月まで空軍本省で勤務したのち、2度目の統合部門任務となる戦略軍（STRATCOM）のISR統合機能部隊（Joint Functional Component Command for Intelligence, Surveillance and Reconnaissance）副司令官に就任し、2007年6月まで務める。さらに2007年7月には空軍の航空教育・訓練軍団副司令官に異動、2008年8月まで同職を務めた。
2008年8月には3度目の統合部門任務となる中央情報局（CIA）の軍事支援担当次長（Associate Director）に就任、2008年12月の中将昇任（12月9日付）や軍事問題担当次長職の新設・兼任などを経ながら、2010年12月まで2年4ヶ月間にわたりインテリジェンス畑での任務をこなす。この間には、バラク・オバマ政権への政権交代があったが、この政権交代を機に、後に国防長官と空軍参謀総長という形で再び直属の上司となるレオン・パネッタCIA長官に仕えている。CIAでの勤務の後は、退役するロジャー・ブレイディ大将の後任として在欧アメリカ空軍（USAFE）司令官に大将への昇任と併せて補職され、2010年12月から2012年7月末まで約1年7ヶ月在任した。

### 空軍参謀総長就任
USAFE司令官在任中の2012年5月、パネッタ国防長官からの推薦を受けて次期空軍参謀総長人事を検討していたオバマ大統領より、同年8月に退役を控えていたノートン・シュワルツ大将の後任の空軍参謀総長に指名された。空軍参謀総長クラスの重要ポストについては、通常の将官の昇任・指名人事に必要な本会議承認だけでなく、本会議承認に先立ち上院軍事委員会による指名公聴会で意見等を述べ審査を受けることが必要になるが、軍事委員会メンバーでもあるテキサス州選出のジョン・コーニン上院議員が、地元テキサス州のラックランド空軍基地で発生したセクシャルハラスメントスキャンダルの調査・対応が不十分であるとして一時承認プロセスを保留するなど、承認手続きは必ずしも順調には進まなかった。しかし2012年7月19日に上院軍事委員会で指名公聴会が開かれ、8月2日に開かれた上院本会議で人事案は正式に承認された。この承認を受けて、2012年8月10日付でシュワルツ大将の後任として正式に第20代空軍参謀総長に就任した。

## その他の学歴
- 1995年：マサチューセッツ工科大学の第21期セミナーにフェローとして参加
- 1998年：シラキューズ大学とジョンズ・ホプキンス大学にて、国家安全保障研究プログラムに参加
- 1999年：ハーバード大学ケネディ・スクールにてウクライナの安全保障に関する研究にフェローとして参加
- 2002年：ハーバード・ビジネス・スクールの開講する「ゼネラル・マネージャー・プログラム」に参加
- 2009年：国防総合大学（National Defense University、NDU）が開講するピナクル・コースにフェローとして参加
- 2009年：クリエイティブ・リーダーシップ・センターが開講するリーダーシップ養成プログラム“Leadership at the Peak”に参加

## 操縦士としての経歴
コマンド・パイロット（Command Pilot）の資格・ステータスを保持しており、累計飛行時間は3,300時間以上にのぼる。
機種についてはF-16戦闘機を中心に、A-10攻撃機、T-37練習機、TG-7A練習機での飛行経験がある。

## パーソナル
既婚（ベティ夫人）。ベティ夫人との間には複数人子供をもうけている。